# Alejandro Donatti
Alejandro César Donatti (Rafaela, 24 de outubro de 1986) é um futebolista argentino que atua como zagueiro. Atualmente está sem clube.

## Carreira
Donatti estreou como profissional em 2004, pelo 9 de Julio. Em seguida jogou por seis meses no Tiro Federal, em 2006. No início de 2007, o zagueiro voltou ao 9 de Julio.
Em meados de 2007, fechou com o Libertad Sunchales, clube no qual ajudou a ser promovido para o Argentino A.
Na temporada de 2008–09, Donatti acertou com o Boca Unidos, onde subiu do Argentino A para a Primera B Nacional.
Em 2012 foi para o Tigre, onde chegou à final da Copa Sul-Americana, perdendo o título da competição para o São Paulo. Na segunda partida da final, Donatti se envolveu em confusão com Luís Fabiano, o então polêmico atacante são-paulino, e os dois foram expulsos. Em entrevista na Argentina, o zagueiro disse que não era um jogador violento e apresentou explicação curiosa sobre este episódio.
| “ | Somos argentinos e esse é nosso estilo de jogo. Jogamos muito forte, pressionamos bastante. Peço desculpas se eles se sentiram ofendidos, mas o Tigre é coração e garra. E é assim que devemos jogar em uma final. Fiquei muito mal com isso. O Luis Fabiano também ficou porque estamos fora da final. Me arrependo muito, porque não sou assim. Peço desculpas aos meus companheiros e também ao Luis Fabiano, que é um grande jogador e uma grande pessoa. | ” |

Também participou da Copa Libertadores da América.

### Rosário Central
Após ter se vínculo com o Tigre terminado, assinou com Rosário Central, em julho de 2013. Em 2016, foi um nome importante da equipe que chegou às quartas de final da Libertadores. Donatti marcou quatro gols em nove partidas.

### Flamengo
Depois de meses negociando, em 6 de julho de 2016, o Flamengo enfim chegou a um acordo com o Rosário Central e anunciou Donatti como reforço para o restante da temporada.
O clube começou as negociações com o zagueiro no início de 2016. Inicialmente os valores envolvidos afastaram o Flamengo. Além disso, o então treinador Muricy Ramalho não mostrou-se entusiasmado com as características do jogador: Donatti é mais rebatedor do que de sair jogando. E Muricy preferia zagueiros que tivessem uma boa saída de bola.
Conforme Nico Filomeno, jornalista da rádio LT3, de Rosário, Donatti chegou ao Fla no melhor momento de sua carreira.

### Tijuana
Em 21 de junho de 2017, Donatti foi vendido ao Tijuana, do México, por cerca de US$ 1,8 milhão.

### Racing
No dia 11 de janeiro de 2018, Donatti foi contratado pelo Racing, da Argentina, assinando um contrato de três anos.

## Estilo de jogo
Conforme o jornalista argentino Frederico Colmán, Donatti tem as características de um verdadeiro "caudillo" (líder, em espanhol) e não costuma fugir da raia quando erra.
Outra característica positiva é que Donatti tem facilidade de jogar dos dois lados do campo. Embora seja destro, atua dos dois lados da defesa.
Daniel Gabin, editor adjunto do site "Goal Argentina", "Donatti é um zagueiro de bom porte físico, de personalidade, tem bom caráter e faz vários gols importantes."
Segundo o jornalista Mauro Cezar Pereira, da ESPN, com 1,92 m de altura, Donatti é forte no jogo aéreo, defensivo e ofensivo. Além disso, Donatti chuta forte e cobra faltas de média a longa distância. Para se ter uma ideia de seus números ofensivos, em 50 jogos realizados de 2015 até meados de 2016, ele havia feito oito gols, dos quais seis assinalados de cabeça, e dois em cobranças de falta. Isto dá uma média de um gol a cada 6,2 partidas.
Sebastián Abreu, que jogou as temporadas de 2013 e 2014 com o zagueiro em Rosário Central, afirmou "Donatti é um zagueiro completo. Chuta com a perna direita e com a perna canhota, é excelente no jogo aéreo, bate forte as faltas e faz gols."
No início de sua carreira, Donatti levava mais cartões. Chegou a receber 10 em 32 jogos na Segundona da Argentina pelo Boca Unidos na temporada 2011–12. Mas, no geral, são poucas advertências e expulsões. Em 109 partidas pelo Rosário Central, apenas um cartão vermelho.
Para Nico Filomeno, jornalista da rádio LT3, de Rosário, o ponto fraco de Donatti é sua lentidão, o que acaba atrapalhando quando fica no mano a mano.
| “ | Não é um defensor rápido nem tem grande controle de bola. Ele se destaca pela firmeza, agressividade na marcação, posicionamento e jogo aéreo. | ” |

## Estatísticas
Atualizadas até 3 de abril de 2018

### Clubes
| Clube             | Temporada         | Campeonato nacional | Campeonato nacional | Campeonato nacional | Copa nacional[a] | Copa nacional[a] | Copa nacional[a] | Competições continentais[b] | Competições continentais[b] | Competições continentais[b] | Outros torneios[c] | Outros torneios[c] | Outros torneios[c] | Total | Total | Total   |
| Clube             | Temporada         | Jogos               | Gols                | Assist.             | Jogos            | Gols             | Assist.          | Jogos                       | Gols                        | Assist.                     | Jogos              | Gols               | Assist.            | Jogos | Gols  | Assist. |
| ----------------- | ----------------- | ------------------- | ------------------- | ------------------- | ---------------- | ---------------- | ---------------- | --------------------------- | --------------------------- | --------------------------- | ------------------ | ------------------ | ------------------ | ----- | ----- | ------- |
| Boca Unidos       | 2008–09           | 0                   | 0                   | 0                   | —                | —                | —                | —                           | —                           | —                           | —                  | —                  | —                  | 0     | 0     | 0       |
| Boca Unidos       | 2009–10           | 18                  | 0                   | 0                   | —                | —                | —                | —                           | —                           | —                           | —                  | —                  | —                  | 18    | 0     | 0       |
| Boca Unidos       | 2010–11           | 19                  | 1                   | 0                   | —                | —                | —                | —                           | —                           | —                           | —                  | —                  | —                  | 19    | 1     | 0       |
| Boca Unidos       | 2011–12           | 32                  | 3                   | 0                   | 1                | 1                | 0                | —                           | —                           | —                           | —                  | —                  | —                  | 33    | 4     | 0       |
| Boca Unidos       | Total             | 69                  | 4                   | 0                   | 1                | 1                | 0                | 0                           | 0                           | 0                           | 0                  | 0                  | 0                  | 70    | 5     | 0       |
| Tigre             | 2012–13           | 25                  | 4                   | 0                   | —                | —                | —                | 14                          | 2                           | 1                           | —                  | —                  | —                  | 39    | 6     | 1       |
| Tigre             | Total             | 25                  | 4                   | 0                   | 0                | 0                | 0                | 14                          | 2                           | 1                           | 0                  | 0                  | 0                  | 39    | 6     | 1       |
| Rosário Central   | 2013–14           | 36                  | 3                   | 0                   | 3                | 1                | 0                | —                           | —                           | —                           | —                  | —                  | —                  | 39    | 4     | 0       |
| Rosário Central   | 2014              | 13                  | 0                   | 0                   | —                | —                | —                | 1                           | 0                           | 0                           | —                  | —                  | —                  | 14    | 0     | 0       |
| Rosário Central   | 2015              | 28                  | 3                   | 0                   | 6                | 0                | 0                | —                           | —                           | —                           | —                  | —                  | —                  | 34    | 3     | 0       |
| Rosário Central   | 2016              | 13                  | 1                   | 1                   | 0                | 0                | 0                | 9                           | 4                           | 1                           | —                  | —                  | —                  | 22    | 5     | 2       |
| Rosário Central   | Total             | 90                  | 7                   | 1                   | 9                | 1                | 0                | 10                          | 4                           | 1                           | 0                  | 0                  | 0                  | 109   | 12    | 2       |
| Flamengo          | 2016              | 2                   | 0                   | 0                   | —                | —                | —                | 1                           | 0                           | 0                           | —                  | —                  | —                  | 3     | 0     | 0       |
| Flamengo          | 2017              | —                   | —                   | —                   | —                | —                | —                | 1                           | 0                           | 0                           | 7                  | 0                  | 0                  | 8     | 0     | 0       |
| Flamengo          | Total             | 2                   | 0                   | 0                   | 0                | 0                | 0                | 2                           | 0                           | 0                           | 7                  | 0                  | 0                  | 11    | 0     | 0       |
| Tijuana           | 2017–18           | 17                  | 0                   | 0                   | 0                | 0                | 0                | —                           | —                           | —                           | —                  | —                  | —                  | 17    | 0     | 0       |
| Tijuana           | Total             | 17                  | 0                   | 0                   | 0                | 0                | 0                | —                           | —                           | —                           | —                  | —                  | —                  | 17    | 0     | 0       |
| Racing            | 2017–18           | 9                   | 3                   | 0                   | 0                | 0                | 0                | 2                           | 1                           | 0                           | —                  | —                  | —                  | 11    | 4     | 0       |
| Racing            | Total             | 9                   | 3                   | 0                   | 0                | 0                | 0                | 2                           | 1                           | 0                           | —                  | —                  | —                  | 11    | 4     | 0       |
| Total na carreira | Total na carreira | 222                 | 18                  | 1                   | 10               | 2                | 0                | 28                          | 7                           | 2                           | 7                  | 0                  | 0                  | 257   | 27    | 3       |

- a. ^ Jogos da Copa Argentina
- b. ^ Jogos da Copa Sul-Americana e Copa Libertadores da América
- c. ^ Jogos do Primeira Liga do Brasil

|          | Data                    | Local                                      | Resultado | Adversário          | Gols | Assist. | Competição                           |
| -------- | ----------------------- | ------------------------------------------ | --------- | ------------------- | ---- | ------- | ------------------------------------ |
| Flamengo |                         |                                            |           |                     |      |         |                                      |
| 219.     | 31 de julho de 2016     | Couto Pereira, Curitiba, Brasil            | 2–0       | Coritiba            | 0    | 0       | Campeonato Brasileiro de 2016        |
| 220.     | 24 de agosto de 2016    | Orlando Scarpelli, Florianópolis, Brasil   | 2–4       | Figueirense         | 0    | 0       | Copa Sul-Americana de 2016           |
| 221.     | 16 de novembro de 2016  | Mineirão, Belo Horizonte, Brasil           | 1–0       | América Mineiro     | 0    | 0       | Campeonato Brasileiro de 2016        |
| 222.     | 16 de fevereiro de 2017 | Bezerrão, Gama, Brasil                     | 1–0       | América Mineiro     | 0    | 0       | Primeira Liga do Brasil de 2017      |
| 223.     | 22 de fevereiro de 2017 | Arena Castelão, Fortaleza, Brasil          | 0–0       | Ceará               | 0    | 0       | Primeira Liga do Brasil de 2017      |
| 224.     | 11 de março de 2017     | Raulino de Oliveira, Volta Redonda, Brasil | 5–1       | Portuguesa da Ilha  | 0    | 0       | Campeonato Carioca de 2017           |
| 225.     | 18 de março de 2017     | Raulino de Oliveira, Volta Redonda, Brasil | 1–0       | Resende             | 0    | 0       | Campeonato Carioca de 2017           |
| 226.     | 29 de março de 2017     | Raulino de Oliveira, Volta Redonda, Brasil | 1–1       | Volta Redonda       | 0    | 0       | Campeonato Carioca de 2017           |
| 227.     | 2 de abril de 2017      | Kléber Andrade, Cariacica, Brasil          | 1–1       | Fluminense          | 0    | 0       | Campeonato Carioca de 2017           |
| 228.     | 8 de abril de 2017      | Maracanã, Rio de Janeiro, Brasil           | 0–0       | Vasco da Gama       | 0    | 0       | Campeonato Carioca de 2017           |
| 229.     | 12 de abril de 2017     | Maracanã, Rio de Janeiro, Brasil           | 2–1       | Atlético Paranaense | 0    | 0       | Copa Libertadores da América de 2017 |

## Títulos
Libertad de Sunchales
- Torneo Argentino B: 2007

Boca Unidos
- Torneo Argentino B: 2009

Flamengo
- Campeonato Carioca: 2017

Racing
- Campeonato Argentino: 2018–19